# Robin Wright

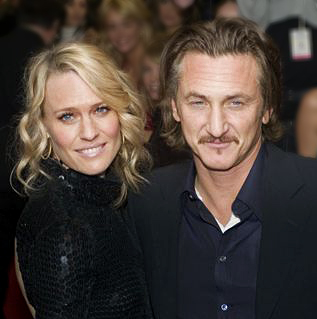
Robin Wright i Sean Penn – drugi mąż aktorki (w latach 1996–2010)

Robin Wright, właśc. Robin Virginia Gayle Wright (ur. 8 kwietnia 1966 w Dallas) – amerykańska aktorka, producentka filmowa i telewizyjna, modelka.

## Życiorys

### Wczesne lata
Urodziła się w Dallas w stanie Teksas jako córka pracownika farmaceutycznego Freda Wrighta i Gayle Wright (z domu Gaston), niezależnej wykonawczyni kosmetyków/dyrektor ds. sprzedaży Mary Kay. Ma starszego brata fotografa Richarda (ur. 1962). Kiedy miała dwa lata rodzice rozwiedli się. Wychowywała się w San Diego, w stanie Kalifornia.

### Kariera
Mając czternaście lat rozpoczęła pracę modelki w Paryżu i Tokio.  Uczęszczała do La Jolla High School. W 1984 roku ukończyła William Howard Taft High School w Woodland Hills w stanie Kalifornia. Po raz pierwszy trafiła na mały ekran jako Barbara Anderson w dwóch odcinkach serialu NBC Żółta róża (The Yellow Rose, 1983, 1984) z Cybill Shepherd. Zdobyła sympatię telewidzów rolą Kelly Capwell Perkins w operze mydlanej NBC Santa Barbara (1984–88), za którą była trzykrotnie nominowana do nagrody Emmy i odebrała nagrodę Soap Opera Digest'88. Na dużym ekranie zadebiutowała w czarnej komedii Obyczajówka (Hollywood Vice Squad, 1986), parodii policyjnych widowisk, gdzie towarzyszyła jej Carrie Fisher.
Nominowana do nagrody Saturna; jako księżniczka Buttercup w obrazie fantasy Narzeczona dla księcia (The Princess Bride, 1987) u boku Cary’ego Elwesa, Chrisa Sarandona, Billy’ego Crystala i Petera Falka oraz za postać Gwen Tyler w komedii fantasy Barry’ego Levinsona Zabaweczki (Toys, 1992) z Robinem Williamsem, Michaelem Gambonem i Joan Cusack. Nominację do Złotego Globu otrzymała za rolę zagubionej Jenny Curran, ukochanej tytułowego bohatera w komediodramacie Roberta Zemeckisa Forrest Gump (1994), w którym zagrała u boku Toma Hanksa.
W ekranizacji powieści Daniela Defoe Moll Flanders (1996) z udziałem Morgana Freemana zagrała tytułową dziewczynę z nizin społecznych, zdaną z powodu swojego ubóstwa na łaskę zainteresowanych nią mężczyzn. W komediodramacie Nicka Cassavetesa Jak jej nie kochać (She's so lovely, 1997) wg scenariusza Johna Cassavetesa u boku Seana Penna i Johna Travolty była narkomanką i alkoholiczką, która jest w stanie małżeńskim z chorym umysłowo człowiekiem. W dreszczowcu Niezniszczalny (Unbreakable, 2000) wystąpiła jako Audrey Dunn obok Bruce’a Willisa i Samuela L. Jacksona. Wzięła udział w filmie dokumentalnym Rosanny Arquette W poszukiwaniu Debry Winger (Searching for Debra Winger, 2002), gdzie przedstawione są role kobiet pracujących w przemyśle filmowym. Za postać Diany w dramacie Rodrigo Garcíi Dziewięć kobiet (Nine Lives, 2005) zdobyła Brązowego Leoparda na festiwalu filmowym w Locarno '2005 i nagrodę Sant Jordi '2007. Znalazła się także w obsadzie dwuczęściowego miniserialu Empire Falls (2005) wg powieści Koniec Empire Falls Richarda Russo oraz melodramacie Zakochany Nowy Jork (New York, I Love You, 2008).
Zasiadała w jury konkursu głównego na 62. MFF w Cannes (2009).
W 2013 r. przyjęła rolę Claire Underwood, lojalnej żony ambitnego polityka (w tej roli Kevin Spacey), która używa manipulacji i nieetycznego sposobu działania by odnieść polityczny sukces w serialu Netflix House of Cards wg powieści Michaela Dobbsa. Kreacja ta przyniosła jej w 2014 roku Złoty Glob za najlepszą pierwszoplanową rolę kobiecą w serialu dramatycznym oraz Satellite Award. W latach 2015–2016 rola Claire ponownie dała Wright nominację do nagrody Złotego Globu.

## Życie prywatne
Romansowała z Erikiem Stoltzem (1980) i Charlie Sheenem (1981–1982), zanim w latach 1986–1988 była żoną aktora Dane'a Witherspoona, który grał Joego Perkinsa w operze mydlanej NBC Santa Barbara (1984). Tworzyła parę z Jasonem Patrikiem (1989–1991).
W latach 1990–1996 spotykała się z aktorem i reżyserem Seanem Pennem, za którego wyszła za mąż 27 kwietnia 1996 roku. Mają dwoje dzieci – córkę Dylan Frances (ur. 13 kwietnia 1991) i syna Hoppera Jacka (ur. 6 sierpnia 1993). Razem z mężem zagrała w filmach: dramacie kryminalnym Stan łaski (State of Grace, 1990), thrillerze Cena miłości (Loved, 1997) i komedii romantycznej Jak jej nie kochać (She's so lovely, 1997). Spotykała się Colinem Farrellem (2003). Po jedenastu latach małżeństwa, 21 grudnia 2007 roku, Robin Wright złożyła wniosek o rozwód, jego powodem był romans Penna z piosenkarką country Jewel, której reżyserował teledysk. 9 kwietnia 2008 roku wniosek rozwodowy został wycofany, ale 4 sierpnia 2010 roku para jednak się rozwiodła. Od tej pory Robin Wright nie posługuje się nazwiskiem Penn.
Od lutego 2012 do sierpnia 2015 była w związku z aktorem Benem Fosterem.

## Filmografia

### Filmy
| Rok  | Tytuł                                                                              | Rola                          | Reżyser                          |
| ---- | ---------------------------------------------------------------------------------- | ----------------------------- | -------------------------------- |
| 1986 | Obyczajówka (Hollywood Vice Squad)                                                 | Lori Stanton                  | Penelope Spheeris                |
| 1987 | Narzeczona dla księcia (The Princess Bride)                                        | księżniczka Buttercup         | Rob Reiner                       |
| 1987 | Home (TV)                                                                          | Valerie Kane                  | Sheldon Larry                    |
| 1990 | Numerek na boku (Denial)                                                           | Sara / Loon                   | Erin Dignam                      |
| 1990 | Stan łaski (State of Grace)                                                        | Kathleen Flannery             | Phil Joanou                      |
| 1992 | Wędrowna trupa (The Playboys)                                                      | Tara Maguire                  | Gillies MacKinnon                |
| 1992 | Zabaweczki (Toys)                                                                  | Gwen Tyler                    | Barry Levinson                   |
| 1994 | Forrest Gump                                                                       | Jennifer Curan-Gump           | Robert Zemeckis                  |
| 1995 | Obsesja (The Crossing Guard)                                                       | Jojo                          | Sean Penn                        |
| 1996 | Moll Flanders                                                                      | Moll Flanders                 | Pen Densham                      |
| 1997 | Cena miłości (Loved)                                                               | Hedda Amerson                 | Erin Dignam                      |
| 1997 | Jak jej nie kochać (She’s so lovely)                                               | Maureen Murphy Quinn          | Nick Cassavetes                  |
| 1998 | Harmider (Hurlyburly)                                                              | Darlene                       | Anthony Drazan                   |
| 1999 | List w butelce (Message in a Bottle)                                               | Theresa Osborne               | Luis Mandoki                     |
| 2000 | Jak zabić psa sąsiada? (How to Kill Your Neighbor’s Dog)                           | Melanie McGowan               | Michael Kalesniko                |
| 2000 | Niezniszczalny (Unbreakable)                                                       | Audrey Dunn                   | M. Night Shyamalan               |
| 2001 | Ostatni bastion (The Last Castle)                                                  | Rosalie Irwin, córka generała | Rod Lurie                        |
| 2001 | Obietnica (The Pledge)                                                             | Lori                          | Sean Penn                        |
| 2002 | Biały oleander (White Oleander)                                                    | Starr Thomas                  | Peter Kosminsky                  |
| 2002 | W poszukiwaniu Debry Winger (Searching for Debra Winger)                           | w roli samej siebie           | Rosanna Arquette                 |
| 2003 | Virgin                                                                             | Pani Reynolds                 | Deborah Kampmeier                |
| 2003 | Śpiewający detektyw (The Singing Detective)                                        | Nicola / Nina / Blonde        | Keith Gordon                     |
| 2004 | Dom na krańcu świata (A Home at the End of the World)                              | Clare                         | Michael Mayer                    |
| 2005 | Empire Falls                                                                       | Grace Roby                    | Fred Schepisi                    |
| 2005 | Max (film krótkometrażowy)                                                         | matka                         | Samuel Bayer                     |
| 2005 | Ten dzień powrócił (Sorry, Haters)                                                 | Phoebe Torrence               | Jeff Stanzler                    |
| 2005 | Dziewięć żyć (Nine Lives)                                                          | Diana                         | Rodrigo García                   |
| 2006 | Rozstania i powroty (Breaking and Entering)                                        | Liv Ullmann                   | Anthony Minghella                |
| 2006 | Pokój 10 (Room 10, film krótkometrażowy)                                           | Frannie                       | Jennifer Aniston Andrea Buchanan |
| 2007 | Beowulf                                                                            | królowa Wealthow              | Robert Zemeckis                  |
| 2007 | Hounddog                                                                           | nieznajoma                    | Deborah Kampmeier                |
| 2008 | Co jest grane? (What Just Happened)                                                | Kelly                         | Barry Levinson                   |
| 2008 | Zakochany Nowy Jork (New York, I Love You)                                         | Anna                          | Yvan Attal                       |
| 2009 | Opowieść wigilijna (A Christmas Carol)                                             | Fan Scrooge / Belle           | Robert Zemeckis                  |
| 2009 | Prywatne życie Pippy Lee (The Private Lives of Pippa Lee)                          | Pippa Lee                     | Rebecca Miller                   |
| 2009 | Stan gry (State of Play)                                                           | Anne Collins                  | Kevin Macdonald                  |
| 2010 | Spisek (The Conspirator)                                                           | Mary Surratt                  | Robert Redford                   |
| 2011 | Dziewczyna z tatuażem (The Girl with the Dragon Tattoo)                            | Erika Berger                  | David Fincher                    |
| 2011 | Moneyball                                                                          | Sharon Beane                  | Bennett Miller                   |
| 2011 | Brudny glina (Rampart)                                                             | Linda Fentress                | Oren Moverman                    |
| 2013 | Kongres (The Congress) ekranizacja powieści Stanisława Lema Kongres futurologiczny | Robin Wright                  | Ari Folman                       |
| 2013 | Idealne matki (Adore)                                                              | Roz                           | Anne Fontaine                    |
| 2014 | Bardzo poszukiwany człowiek (A Most Wanted Man)                                    | Martha Sullivan               | Anton Corbijn                    |
| 2015 | Everest                                                                            | Peach Weathers                | Baltasar Kormákur                |
| 2017 | Wonder Woman                                                                       | generał Antiope               | Patty Jenkins                    |
| 2017 | Liga Sprawiedliwości                                                               | generał Antiope               | Zack Snyder                      |
| 2017 | Blade Runner 2049                                                                  | porucznik Joshi               | Denis Villeneuve                 |
| 2018 | André the Giant (telewizyjny film dokumentalny)                                    | w roli samej siebie           | Jason Hehir                      |
| 2020 | Wonder Woman 1984                                                                  | generał Antiope               | Patty Jenkins                    |
| 2021 | Land                                                                               | Edee                          | Robin Wright                     |
| 2021 | Liga Sprawiedliwości Zacka Snydera (Zack Snyder's Justice League)                  | Antiope                       | Zack Snyder                      |

### Seriale TV
| Rok       | Tytuł                    | Rola             |
| --------- | ------------------------ | ---------------- |
| 1983–1984 | The Yellow Rose          | Barbara Anderson |
| 1984-1988 | Santa Barbara            | Kelly Capwell    |
| 1989      | TV Dante (A TV Dante)    | Lucrezia         |
| 2005      | Empire Falls             | Grace Roby       |
| 2011      | Saturday Night Live      | Jenny Curran     |
| 2011      | Iluminacja (Enlightened) | Sandy            |
| 2013-2018 | House of Cards           | Claire Underwood |